# 헤라르도 가르시아 레온
헤라르도 가르시아 레온(스페인어: Gerardo García León, 1974년 12월 7일, 안달루시아 주 세비야 ~)은 줄여서 헤라르도(스페인어: Gerardo)로도 알려진 스페인의 전직 축구 선수이자 감독으로, 현재 로그로뇨의 여자부 감독을 맡고 있다. 다재다능한 수비수로, 그는 주로 우측 수비를 맡았다.
그는 긴 프로 선수 시절, 10개의 국내 구단에서 활동했는데, 레알 마드리드의 유소년부를 졸업하고 말라가에서 주로 활약하며(5년) 라 리가에서 240경기를 출전해 9골을 넣었고, 세군다 디비시온에서도 279경기 출전해 19골을 넣었다.

## 클럽 경력
헤라르도는 안달루시아 주 세비야 출신으로, 레알 마드리드에서 1군 출전 기회를 못잡아 유소년부를 성공적으로 졸업하지 못하고 세군다 디비시온의 레가네스, 례이다, 그리고 바다호스 등에서 초기 프로 시절을 보냈다. 1998-99 시즌, 그는 비야레알 소속으로 34경기 출전하며 처음으로 라 리가 무대를 밟았으나, 소속 구단은 시즌이 종료되면서 강등되었다.
1999-2000 시즌을 2부 리그에서 보내던 헤라르도는 2000년 1월에 발렌시아로 입단해 동지 소속으로 시즌 후반기에 그리 많은 출장 기회를 못잡았지만, 레알 마드리드에 패한 챔피언스리그 결승전에 선발로 출전했다. 2000-01 시즌, 그는 또다른 1부 리그 구단인 오사수나로 1년 임대되어 활약했다.
헤라르도의 전성기는 말라가 소속으로 5년을 보냈을 때였는데, 4년 연속 리그 중위권 성적을 거두었고, 2002년에는 인터토토컵 우승을 도왔다. 소속 구단이 리그 최하위로 마친 2005-06 시즌에 헤라르도는 2골을 기록했는데, 두 경기 모두 1-2로 졌다.
2006-07 시즌, 헤라르도는 레알 소시에다드로 이적했는데, 이 구단도 시즌 끝에 강등되었다. 그는 2년차와 3년차에 모두 주전 선수로 뛰었었다.
헤라르도는 2009년 8월 이적 시장 막판에 본래 1년 계약을 맺고 코르도바로 이적했다. 2년차에 리그 경기에 12번 출전하는데 그친 36세의 노장은 계약을 갱신하지 않고 떠났고, 테르세라 디비시온의 로그로녜스에서 2년을 더 활약하다가 은퇴하였다.
은퇴 후, 헤라르도는 '헤라르도 가르시아 레온 티키-타카 축구 학교'를 설립했고, 아마추어 구단 코미야스의 유소년부 감독을 대행했었다. 2019년 6월 12일, 그는 프리메라 디비시온 페메니나의 로그로뇨 감독으로 취임했다.

## 사생활
헤라르도는 형이 둘, 동생이 하나 있는데, 에두아르도(1969년생), 모이세스(1971년생), 그리고 마누엘(1978년생) 모두 축구 선수였다. 공격수로 활동했던 작은형 모이세스는 프로 선수로 600경기 가까이 출전했다.

## 수상

### 발렌시아
발렌시아
- 챔피언스리그 준우승: 1999–2000

말라가
- 인터토토컵: 2002

### 국가대표팀
스페인 U-16
- 16세 이하 유럽 축구 선수권 대회: 1991

스페인 U-17
- 17세 이하 월드컵 준우승: 1991